# Naturschutzgebiet Ziegeleigelände Asey

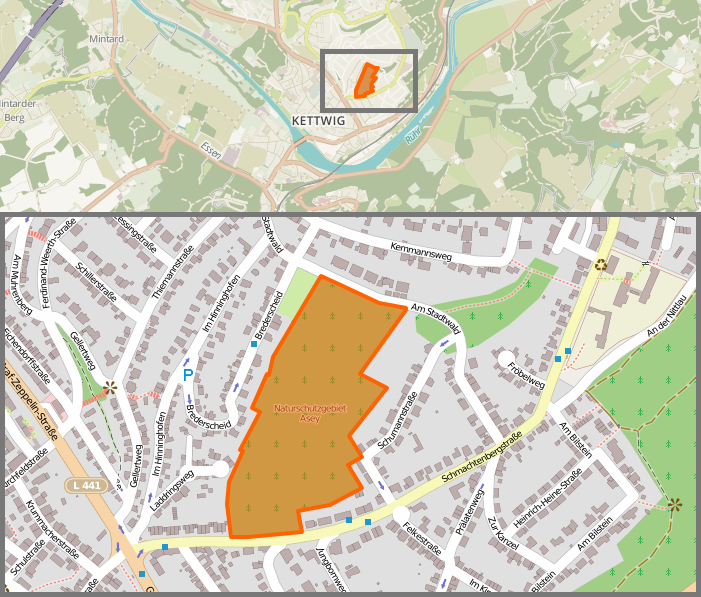
Lage in Essen-Kettwig

Das Naturschutzgebiet Ziegeleigelände Asey ist ein Naturschutzgebiet inmitten eines nördlich der Ruhr gelegenen Wohngebietes im Essener Stadtteil Kettwig. Es liegt auf dem Gelände einer ehemaligen Ziegeleigrube, in der bis 1972 Schieferton gewonnen wurde.

## Status
Auf den Seiten der Unteren Landschaftsbehörde der Stadt Essen wird das Ziegeleigelände Asey als Naturschutzgebiet aufgeführt; die „Naturschutzgebietsverordnung Ziegeleigelände Asey“ von 1988 ist hier ebenfalls abrufbar.
Im Fachinformationssystem des Landesamtes für Natur, Umwelt und Verbraucherschutz Nordrhein-Westfalen (LANUV) wurde das Schutzgebiet noch bis vor einigen Jahren unter der Kennung E-004 geführt. In der vom LANUV aktuell (Dezember 2015) publizierten „Liste aller NSG im Kreis / kreisfreien Stadt Essen“ fehlt es allerdings; die bis zu ihrer Löschung über diese Liste verlinkte Seite mit Detailinformationen ist öffentlich derzeit nicht verfügbar.

## Beschreibung
Die Größe des Schutzgebietes wird mit 3,6 ha bzw. 7,2 ha angegeben. Geographisch handelt es sich um ein durch den Tonsteinabbau überformtes Siepental, das sich in drei südexponierte Abbauterrassen gliedert und zahlreiche kleine Stillgewässer sowie mehrere Quellen aufweist. Neben einem kleinen Roteichenforst im Nordosten dominieren Ruderalvegetation und Pionierwald.
Das Schutzgebiet ist vollständig umzäunt und für die Öffentlichkeit nicht zugänglich. 

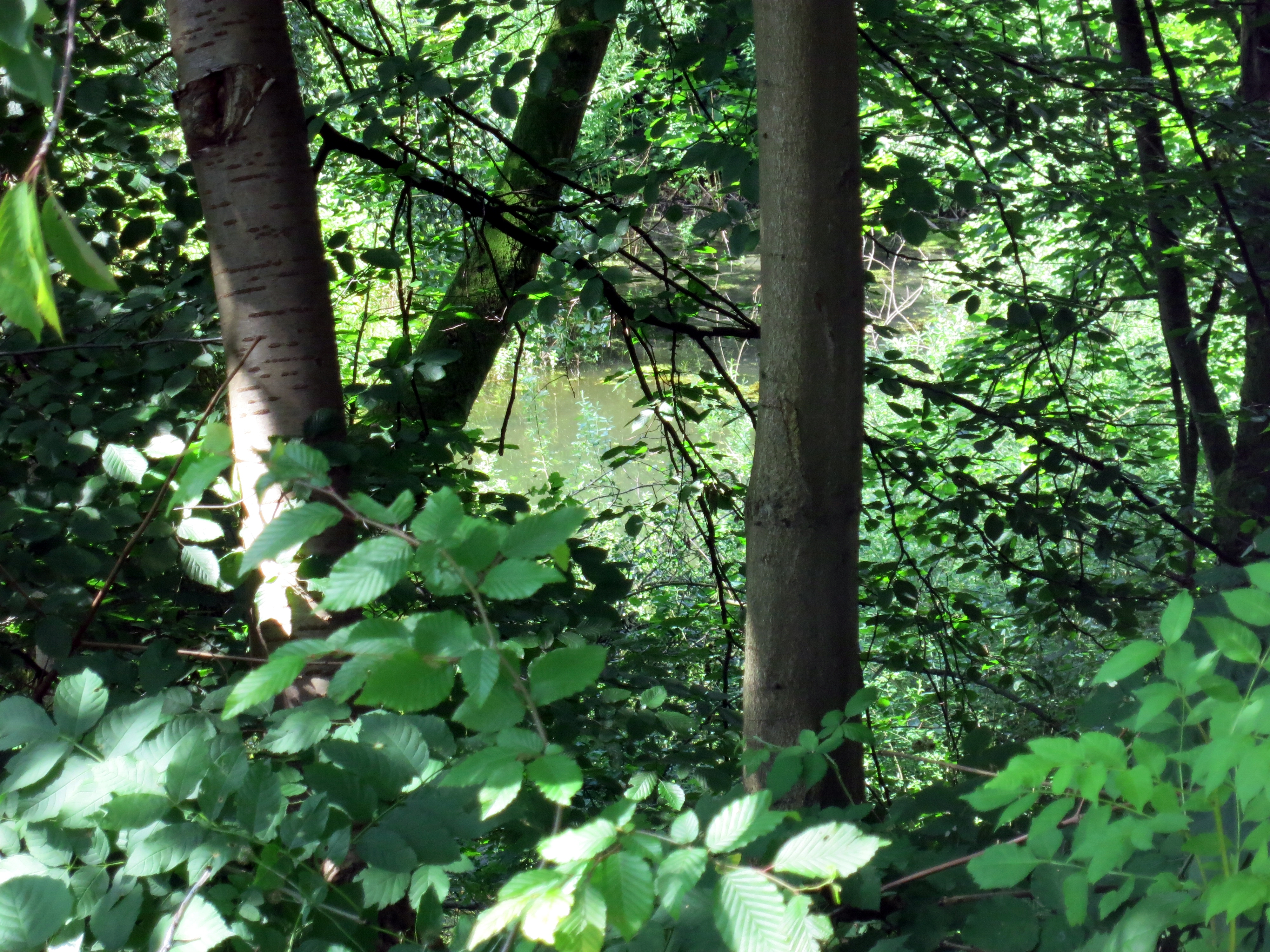
Blick durch den Zaun auf einen der Tümpel

## Schutzwürdige Arten und Gefährdungen
Trotz seiner geringen Größe weist das Schutzgebiet wegen seiner Gewässervielfalt einen bedeutenden Reichtum an 
Amphibien- und Libellenarten auf. Unter den neun Amphibienarten finden sich die besonders geschützten Arten Feuersalamander, Fadenmolch, Kammmolch und Kreuzkröte, sowie die in der Roten Liste als „gefährdet“ eingestufte Geburtshelferkröte. Zu den 29 Libellenarten zählen die Falkenlibelle, die Kleine Binsenjungfer, die Gemeine Winterlibelle und die in der Roten Liste als „gefährdet“ geführte Torf-Mosaikjungfer.
Gefährdungen resultieren aus der Kleinflächigkeit und Isolation des Gebietes, aus der Eutrophierung infolge atmosphärischer Einträge, sowie vor allem aus natürlicher Sukzession, insbesondere durch die Verlandung und Verbuschung der kleinen Stillgewässer.

### Begehung durch die BSWR 2014
Eine im Jahre 2014 durchgeführte Begehung des Schutzgebietes durch die Biologische Station Westliches Ruhrgebiet (BSWR) diente vorrangig dem Monitoring der Geburtshelferkröte, die in den 1990er Jahren noch eine geschätzte Populationsgröße von mehr als 25 Tieren aufwies. Nachweise für den Fortbestand der Art wurden im Rahmen dieser Begehung zwar nicht gefunden, er wird aber als möglich erachtet. Da die von der Unteren Landschaftsbehörde durchgeführten Pflegemaßnahmen als prinzipiell förderlich für den Erhalt der Amphibien eingeschätzt werden, empfiehlt die BSWR eine Fortsetzung des Monitorings der Geburtshelferkröte.
Folgende Amphibienarten wurden bei der Begehung gefunden: Bergmolch, Teichmolch, Erdkröte, Kreuzkröte, sowie Wasserfrösche. Auch zwei Blindschleichen wurden in ihren Tagesverstecken gesichtet.

## Schutzziele
Gemäß der „Verordnung über das Naturschutzgebiet ‚Ziegeleigelände Asey‘“ ist die Festsetzung als Schutzgebiet erforderlich
- zur Erhaltung der Feuchtflächen und Kleingewässer als Lebensstätte für Sumpf- und Wasserpflanzen, Wasserinsekten und andere Wirbellose,
- zur Erhaltung und Förderung der Lebensgemeinschaft der Kreuzkröten und anderer Amphibien,
- zur Erhaltung wertvoller Bestände regional seltener und/oder gefährdeter Pflanzenarten und zur Sicherung des vielfältigen Standortmusters als Lebensraum und Nahrungsbiotop,
- zur Bestandserhaltung wertvoller Gehölze und zum Schutz vor übermäßiger Fremdländerzuwanderung,
- zur Abwehr schädlicher Einwirkungen auf die Lebensgemeinschaften des ehemaligen Ziegeleigeländes,
- zur wissenschaftlichen Beobachtung der Pflanzengesellschaften und der natürlichen Sukzessionsstadien,
- zur Wiederherstellung eines naturnahen Zustandes der früher als Ziegelei und Steinbruch genutzten Flächen.